# Okres Ibrány
Okres Ibrány (maďarsky Ibrányi járás) je jedním ze třinácti okresů maďarské župy Szabolcs-Szatmár-Bereg. Jeho centrem je město Ibrány.

## Sídla
V okrese se nachází celkem 8 měst a obcí.
Města
- Ibrány
- Nagyhalász

Městyse
- Gávavencsellő

Obce
- Balsa
- Buj
- Paszab
- Tiszabercel
- Tiszatelek